# Vellberg
Vellberg è un comune tedesco di 4 654 abitanti,, situato nel land del Baden-Württemberg.